# Thiruvidaimarudur
Thiruvidaimarudur (o Tiruvidaimarudur, Tiruvidaimaruthur) è una suddivisione dell'India, classificata come town panchayat, di 13.758 abitanti, situata nel distretto di Thanjavur, nello stato federato del Tamil Nadu. In base al numero di abitanti la città rientra nella classe IV (da 10.000 a 19.999 persone).

## Geografia fisica
La città è situata a 11° 00' 06 N e 79° 28' 13 E.

## Società

### Evoluzione demografica
Al censimento del 2001 la popolazione di Thiruvidaimarudur assommava a 13.758 persone, delle quali 6.828 maschi e 6.930 femmine. I bambini di età inferiore o uguale ai sei anni assommavano a 1.529, dei quali 799 maschi e 730 femmine. Infine, coloro che erano in grado di saper almeno leggere e scrivere erano 10.230, dei quali 5.490 maschi e 4.740 femmine.